# 静岡県消防防災航空隊
静岡県消防防災航空隊（ しずおかけんしょうぼうぼうさいこうくうたい）は、静岡県の組織であり、消防防災ヘリコプター1機を保有・運用し、防災・救助活動等を任務としている。

## 概要
運航体制
運航基地：静岡ヘリポート（静岡県静岡市葵区諏訪8番地の10）
運航時間：8時30分〜17時15分（緊急運航については、日の出から日没まで）
運航委託：静岡エアコミューター株式会社
構成人数：航空隊長1名（県内消防本部の救助隊員）
　　　　：副隊長3名 （県内消防本部の救助隊員）
　　　　：隊員5名 　（県内消防本部の救助隊員）
　　　　：県担当職員1名
　　　　：防災担当操縦士4名（運航委託会社）
　　　　：防災担当整備士4名（運航委託会社）
　　　　：運航管理者1名　　（運航委託会社）
　　　　：事務員1名　　　　（運航委託会社）

## 任務
県防災業務　
防災活動 - 災害応急対策活動
　　　　 - 災害危険箇所調査
　　　　 - 県知事協定に基づく応援出動等
統括管理者が必要と認める活動
飛行場外離着陸場の確保
自隊訓練
市町消防業務
救助活動・救急活動・空中消火活動（要請に基づく 応援活動）
合同訓練（市町・消防本部・局）
応援業務
近隣県から要請
緊急消防援助隊等の広域応援

## 機体・資機材（2019年9月に退役予定）
機体
- 愛称　　　　：オレンジアロー
- 型式　　　　：川崎式BK117C-1
- 登録番号　　：JA119R
- 定員　　　　：標準10名（最大11名）
- 全長　　　　：13.00m（主回転翼を含む）
- 全幅　　　　：11.00m（主回転翼を含む）
- 前高　　　　：8.85m
- 全備重量　　：3.350kg（最大離陸重量）
- 待機重量　　：2.175kg
- 有効搭載重量：1.175kg
- 最大速度　　：278km/h
- 最大巡航速度：248km/h
- 最大航続距離：555km
- 最大航続時間：3.0h
- 標準タンク　：720L（568kg）

主要機材
- ホイスト装置　　　：吊上げ能力272kg／ケーブル長90m（LucasAerospace製）
- ラペリング装置　　：4名同時降下可能
- 消火タンク　　　　：ベリータンク容量670リットル（自給可能式）SIMPLEX製
- 消火バケット　　　：600～800リットル（自給可能式）
- バンビバケット　　：545リットル（自給のみ）※最小容量70％
- カーゴスリング装置：最大吊下げ能力：1,300kg（荷重計付）
- 担架固定装置　　　：ストレッチャー2台搭載可能
- 機外拡声装置　　　：広報用1,000w／地上連絡用：250w
- サーチライト　　　：光度3,000カンデラ
- ヘリテレ電送装置

ヘリコプターテレビ電送システム
- カメラ防振装置：高感度3CCDカメラ（最低被写体照度：0.25lx）
- 22倍レンズ（2倍エクステンダ付き）
- GPS受信機
- VTR
- 15GHz帯映像伝送装置（4チャンネル切替式／出力5w）
- 400MHz対連絡用無線装置（4チャンネル切替式／出力5w）

資機材
- バーティカルストレッチャー
- レスキューストレッチャー
- バックボード
- デラックスサバイバースリング
- レスキュースリング
- デラックスエバックハーネス
- AED
- 救急モニター
- 吸引器
- 携帯無線機
- 防水強化型携帯無線機
- ビバークザック
- 山岳キッドバック
- 救急バック
- 情報収集バック

## 機体・資機材（2019年3月納入。2019年9月より運航開始予定）
機体
- 愛称　　　　：オレンジアロー
- 型式　　　　：アグスタウエストランド AW139
- 登録番号　　：JA139R
- 座席数　　　：14席
- 全長　　　　：16.62m
- 全幅　　　　：13.80m
- 全高　　　　：4.98m
- 全備重量　　：6400kg（※最大全備重量は7000kgの機体であるところ、静岡県では運用上全備重量を6400kgとしている）
- 巡航速度　　：278km
- 最大航続距離：730km

主要装備
- ホイスト装置　：吊り上げ能力272kg/全長90m
- ヘリテレカメラ（可視・赤外線）
- サーチライト
- 消火タンク（FAS）最大積載量1813L
- 消火バケット（バンビバケット）最大積載量930L

## 沿革
- 1989年（平成元年）

静岡県防災ヘリコプター1号機（SA365N1）運航開始（県警委託）
- 1994年（平成6年）

静岡県航空消防防災体制整備検討委員会 設置
- 1995年（平成7年）

静岡県航空消防防災体制整備検討委員会2回、幹事会3回開催、現地調査の実施（岐阜県、宮城県、山梨県）
防災ヘリコプター仕様検討委員会 設置、委員会2回開催
静岡県航空消防防災体制整備検討委員会 最終報告
- 1996年（平成8年）

防災ヘリコプター仕様書 作成
防災ヘリコプター入札（川崎式BK117C-1型落札）
運航整備業務委託入札（静岡エアコミュータ株式会社落札）
現地調査の実施（岐阜県、宮城県、茨城県）
- 1997年（平成9年）

02月01日　7消防本部8名の航空隊員に県職員併任辞令交付・消防防災航空隊事務所を静岡ヘリポート内に設置
02月17日　他県研修〔宮城県、茨城県、岐阜県〕（〜3月7日）
02月20日　防災ヘリコプター2号機納入（愛称をオレンジアローに決定）
04月01日　静岡県消防防災航空隊発足・防災ヘリコプター2号機運航開始
04月21日　防災ヘリコプター2号機就航式
- 1998年（平成10年）

08月26日　消防防災航空隊運航マニュアル作成
- 1999年（平成11年）

12月20日　病態別救急搬送マニュアル作成
- 2000年（平成12年）

ヘリコプターによる救急システムの推進について
02月07日　救急ヘリコプターの出動基準ガイドライン
12月25日　緊急消防援助隊要綱の改正・航空部隊の登録
- 2001年（平成13年）

01月19日　静岡県緊急消防援助隊受援計画検討会 設置
03月01日　派遣職員取扱要綱一部改正〔任期3年及び隊員派遣期間延長〕
04月13日　緊急運航基準の一部改正〔救急活動〕
12月17日　山梨県と静岡県の消防防災ヘリコプターの運航不能期間等における相互応援協定締結
- 2002年（平成14年）

03月22日　静岡県ヘリコプター受援マニュアル〔暫定版〕
10月01日　静岡県防災ヘリコプター運航の手引一部改正
- 2003年（平成15年）

03月01日　長野県と静岡県の消防防災ヘリコプターの運航不能期間等における相互応援協定締結
09月30日　四県一市（岐阜県、愛知県、三重県、静岡県、名古屋市）航空消防防災相互応援協定締結
- 2004年（平成16年）

02月23日　ヘリコプターテレビ電送システム運用開始
04月01日　緊急消防援助隊登録
- 2005年（平成17年）

06月10日　緊急消防援助隊全国訓練実施（〜11日）
10月14日　当航空隊発足以来初の臓器搬送実施〔浜松市～大阪府〕
- 2006年（平成18年）

02月10日　緊急消防援助隊航空部隊受援訓練実施
- 2007年（平成19年）

09月01日　静岡県総合防災訓練実施（国・県との連携訓練）
- 2008年（平成20年）

03月26日　静岡市消防防災局と静岡県内航空消防相互応援協定書締結
04月23日　聖隷三方原病院と救急活動の指示事項に関する覚書締結
- 2009年（平成21年）

静岡県防災ヘリコプター1号機退役(県警委託)
12月22日　浜松市消防局と静岡県内航空消防相互応援協定書締結
- 2011年（平成23年）

03月000 　東北地方太平洋沖地震に伴う東日本大震災に緊急消防援助隊として岩手県に応援出動
10月14日　緊急消防援助隊中部ブロック合同訓練実施（〜15日）
- 2012年（平成24年）

03月27日　静岡県内航空消防相互応援協定書一部改正（県・静岡市・浜松市による協定）
06月12日　静岡県消防防災航空体制あり方検討会
10月09日　静岡県消防防災航空体制あり方検討会
- 2013年（平成25年）

10月16日　平成25年台風第26号に伴う伊豆大島土砂災害、緊急消防援助隊航空部隊（応援出動〜10月31日)

## 広域連携
- 航空消防相互応援協定
  - 岐阜県、愛知県、三重県、静岡県、名古屋市、静岡市、浜松市
- 消防防災ヘリコプターの運航不能期間等における相互応援協定
  - 山梨県、長野県
- 緊急消防援助隊